# N381 (België)
De N381 is een Gewestweg in België tussen Sint-Elooi (N336/N365) en Vlamertinge (N38). De weg heeft een lengte van ongeveer 6 kilometer.
Hoewel de route nog niet of nauwelijks wordt aangegeven op de wegenkaarten, bevinden zich bij de wegwijzers wel de bebording.
De gehele weg bestaat uit twee rijstroken voor beide rijrichtingen samen, ook al is dit niet overal met belijning aangegeven.

## Plaatsen langs N381
- Sint-Elooi
- Voormezele
- Kruisstraathoek
- Vlamertinge